# Kim Kirchen
Kim Kirchen (Luxemburgo, 3 de julio de 1978) es un ciclista luxemburgués que fue profesional entre 2000 y 2010.

## Biografía
Profesional desde el año 2000, Kim Kirchen lleva el ciclismo en la sangre. No en vano, tanto su padre Erny como sus tíos segundos Jim y Jean Kirchen fueron ciclistas profesionales, destacando especialmente este último con dos quintos puestos en el Tour de Francia de 1948 y de 1950.
Kirchen debutó en el pelotón internacional enrolado en las filas del equipo italiano De Nardi, escuadra con la que llevaba vinculado desde 1998, y vistiendo el maillot de Campeón de Luxemburgo en ruta. Y es que a pesar de haber corrido en calidad de semiprofesional durante los dos años anteriores, esta circunstancia no le impidió hacerse con el título nacional de su país por delante de Benoît Joachim, entonces gregario de Lance Armstrong, en 1999, un año antes de su salto al profesionalismo.
En este primer año tan sólo consiguió una victoria, en la tercera etapa de la Vuelta a Eslovaquia, donde además finalizó en la segunda plaza de la clasificación general. Esta posición, junto a otros puestos de honor a lo largo de la temporada, le valió para ser nombrado Deportista luxemburgués del Año, un galardón con el que se volvería a alzar en 2003, 2004, 2005, 2007 y 2008.
En 2001 fichó por la potente escuadra Fassa Bortolo, donde siguió con su progresión como ciclista haciendo labores de gregario para los sucesivos líderes del equipo: Dario Frigo, Raimondas Rumsas, Aitor González y Fabian Cancellara; hasta que en 2005 se produjo su explosión definitiva, con victorias de prestigio en las clásicas italianas del Gran Premio de Chiasso y el Trofeo Laigueglia, así como el Tour de Polonia, entre otros triunfos, además de un meritorio segundo puesto en la Flecha Valona.
En 2006 firmó con la formación alemana T-Mobile, tras la desaparición de su anterior equipo. Tras una primera poco afortunada temporada de magenta, Kirchen consiguió satisfactorios resultados en 2007, pues el luxemburgués finalizó segundo en la Tirreno-Adriático y en la Vuelta a Suiza, y tercero en el Tour de Polonia y en la clásica Flecha Brabançona.
Después, en el Tour de Francia, se infiltró en una larga fuga durante la disputa de la decimoquinta etapa, con final en Loudenvielle, donde en un principio se impuso Alexandre Vinokourov. Pero tras la posterior descalificación del kazajo por dopaje sanguíneo, la victoria fue adjudicada a Kirchen, que entró segundo en meta aquel día. Además, finalizó la ronda gala en séptima posición.
A pesar de todo, no fue hasta 2008 cuando Kirchen completó la mejor temporada de su carrera, gracias a una prodigiosa primavera en la que se alzó con dos victorias de etapa en la Vuelta al País Vasco, una en la Vuelta a Suiza y con la prestigiosa Flecha Valona, resarciéndose así de su decepción tres años atrás.
En el Tour de Francia se mostró muy activo durante toda la prueba, y como recompensa vistió el maillot amarillo de líder durante cuatro jornadas y el maillot verde de la clasificación por puntos durante seis. Además, terminó segundo en la cuarta etapa, una contrarreloj de 29,5 kilómetros en la que se impuso el alemán Stefan Schumacher. Curiosamente, meses después se supo que el teutón había dado positivo por CERA durante el Tour, de tal forma que fue descalificado y Kirchen consiguió nuevamente de rebote una victoria de etapa en la ronda gala.
Paralelamente, también salió a la luz el positivo por la misma sustancia del tercer clasificado de la carrera, el austríaco Bernhard Kohl, con cuya descalificación Kirchen ascendió un puesto en la clasificación final y acabó en el mismo séptimo lugar que el año anterior.
Sin embargo, varios problemas físicos frenaron en seco su progresión durante las dos siguientes campañas, dejando al corredor luxemburgués al borde de la retirada. En 2009, una fractura de clavícula tras una caída en el Tour de California lastró su preparación para el Tour y le impidió brillar en las clásicas de primavera. Fruto de ello, cerró el año sólo con dos victorias y un discreto quincuagésimo séptimo puesto en la ronda gala.
En 2010, Kirchen cambió de equipo y fichó por el Team Katusha ruso, donde completaría una plantilla de lujo para la temporada de clásicas junto a ciclistas de la talla de Joaquim Rodríguez, Serguéi Ivánov, Alexandr Kolobnev o Filippo Pozzato.
Pero los resultados no le acompañaron al luxemburgués, que además se vio forzado a abandonar la competición en junio de ese mismo año tras sufrir una crisis cardíaca durante la disputa de la Vuelta a Suiza. Superado merced a un coma inducido, el equipo Katusha rescindió su contrato amparándose en una cláusula que le permitía despedir a un corredor si este se encontraba inactivo durante un periodo de seis meses. Kirchen decidió dejar de correr y actualmente es comentarista de ciclismo para la televisión de su país.

## Palmarés
| 1999 (como amateur) - Campeonato de Luxemburgo en Ruta - Flèche du Sud - Gran Premio François-Faber 2000 - 1 etapa de la Vuelta a Eslovaquia - 2.º en el Campeonato de Luxemburgo Contrarreloj 2001 - 1 etapa del Tour de Luxemburgo - 3.º en el Campeonato de Luxemburgo en Ruta - 2.º en el Campeonato de Luxemburgo Contrarreloj 2002 - Tour de Berna - Vuelta a los Países Bajos 2003 - París-Bruselas 2004 - Campeonato de Luxemburgo en Ruta - 1 etapa del Tour de Luxemburgo | 2005 - Trofeo Laigueglia - G. P. Chiasso - 1 etapa de la Settimana Coppi e Bartali - Tour de Polonia, más 1 etapa - 2.º en el Campeonato de Luxemburgo en Ruta 2006 - Campeonato de Luxemburgo en Ruta - 1 etapa del Tour de Luxemburgo 2007 - 1 etapa del Tour de Francia 2008 - 2 etapas de la Vuelta al País Vasco - Flecha Valona - 1 etapa de la Vuelta a Suiza - Campeonato de Luxemburgo Contrarreloj - 1 etapa del Tour de Francia 2009 - 1 etapa de la Vuelta a Suiza - Campeonato de Luxemburgo Contrarreloj |

## Resultados en Grandes Vueltas y Campeonatos del Mundo
| Carrera         | Carrera         | 2000 | 2001 | 2002  | 2003 | 2004 | 2005  | 2006 | 2007 | 2008 | 2009 | 2010 |
| --------------- | --------------- | ---- | ---- | ----- | ---- | ---- | ----- | ---- | ---- | ---- | ---- | ---- |
|                 | Giro de Italia  | —    | —    | —     | 28.º | —    | —     | —    | —    | —    | —    | —    |
|                 | Tour de Francia | —    | —    | —     | —    | 63.º | Ab.   | —    | 7.º  | 7.º  | 57.º | —    |
|                 | Vuelta a España | —    | —    | —     | —    | —    | —     | —    | —    | —    | Ab.  | —    |
| Mundial en Ruta | Mundial en Ruta | —    | —    | 160.º | 29.º | —    | 121.º | —    | Ab.  | —    | 45.º | —    |

—: no participa

Ab.: abandono